# 蛇王蘇
蛇王蘇，原名文垣三，清末民初粵劇編劇家及演員。

## 生平
蛇王蘇曾中科舉，但是由於非常喜愛表演粵劇，便投身擔當男花旦。因為當年他開始使用油彩畫景，所以他的戲劇稱做「改良戲劇」。在“周豐年”戲班的時候，在香港普慶戲院排演《血戰榴花塔》，更以小型火車登臺。

## 著名劇目
- 《杏元和番》